# 布查早熟禾
布查早熟禾（学名：Poa bucharica）为禾本科早熟禾属下的一个种。